# Белые Росы. Возвращение
«Белые росы. Возвращение» — белорусский художественный фильм, продолжение комедии «Белые росы» (1983) с некоторыми чертами ремейка. В России картина была представлена на фестивале «Московская премьера» 6 сентября 2014 года, в Минске премьера состоялась 13 октября, а в белорусский прокат картина вышла 16 октября. 22 октября премьера состоялась в Вильнюсе.

## Сюжет
Андрей Ходас возвращается из города в родные места. Двое бизнесменов намерены выкупить живописный уголок для нового строительства и пытаются выселить Андрея и других немногочисленных обитателей деревни. Спасая свой родной уголок, Андрей помогает решить проблемы, казавшиеся неразрешимыми.

## В ролях
- Юозас Будрайтис — Андрей Федосович Ходас, обитатель хутора (озвучивает Владимир Грицевский)[1]
- Николай Караченцов — Василий Федосович Ходас, младший брат Андрея[2]
- Ирина Егорова-Ковриго — Ирина (Ирэн Хольц), бывшая жена Андрея
- Татьяна Гаркуша — Маруся, жена Василия
- Анна Полупанова — Галюня, дочь Василия и Маруси
- Андрей Мерзликин — Иван, муж Галюни
- Юлия Смирнова — Аня, дочь Галюни и Ивана
- Виктор Манаев — Пётр Демьянович Струков (Струк), сосед Ходаса
- Павел Южаков-Харланчук — Артём Бородиш (Бодя), возлюбленный Полины, бизнесмен
- Сергей Жбанков — Русаченко (Рус), возлюбленный Ани, бизнесмен
- Евгения Жукович — Полина Щерата, обитательница хутора
- Наталья Дедейко — переводчица
- Жорж Девдариани — немецкий инвестор
- Вера Полякова — Антонина Ивановна, главврач
- Анатолий Голуб — Фёдор Иванович, председатель сельсовета
- Галина Кухальская — Фаина Ивановна, женщина в доме престарелых
- Максим Пониматченко — адвокат Ирэн Хольц
- Павел Адамчиков — врач
- Елена Стеценко — Лена

В фильме практически нет актёров, снимавшихся в первой части, исключение составляют Ирина Егорова-Ковриго, Владимир Грицевский (в первой части он сыграл эпизодическую роль милиционера, а в новой озвучил роль Юозаса Будрайтиса) и Николай Караченцов, снявшийся в небольшом эпизоде. Это единственная роль Караченцова после почти десятилетнего перерыва, связанного с восстановлением актёра после серьёзной автомобильной аварии, в которую он попал в феврале 2005 года. Эта роль стала для Караченцова последней — спустя четыре года после выхода фильма он умер. Отказался сниматься в фильме Станислав Садальский.

## Интересный факт
В доме Струка висят афиши советских фильмов «Белые росы» (продолжением которого и является данный фильм), «Иван Васильевич меняет профессию», «Афоня», «Гараж» и «Мимино».